# Przydybajły
Przydybajły (biał. Прыдыбайлы, Prydybajły; ros. Придыбайлы, Pridybajły) – wieś na Białorusi, w obwodzie grodzieńskim, w rejonie lidzkim, w sielsowiecie Dubrowna.
Obok wsi położony jest port lotniczy Lida.

## Historia
W XIX i w początkach XX w. położone były w Rosji, w guberni wileńskiej, w powiecie lidzkim, w gminie Lida. W spisie z 1866 figurowały jako wieś i zaścianek. W 1888 już tylko jako wieś. Na początku XX w. w pobliżu miejscowości powstało lotnisko.
W dwudziestoleciu międzywojennym leżały w Polsce, w województwie nowogródzkim, w powiecie lidzkim, w gminie Lida. W 1921 miejscowość liczyła 72 mieszkańców, zamieszkałych w 12 budynkach, wyłącznie Polaków. 67 mieszkańców był wyznania rzymskokatolickiego i 5 mojżeszowego.
Po II wojnie światowej w granicach Związku Sowieckiego. Od 1991 w niepodległej Białorusi.